# 152-mm-Flugabwehrkanone KM-52
Das 152-mm-Flugabwehrgeschütz KM-52 ist eine experimentelle Flugabwehrkanone, welche vom Experimental-Konstruktionsbüro OKB-8 (jetzt unabhängig als NPO Nowator) entwickelt wurde.

## Entwicklungsgeschichte

### Ursprungsprojekt
Das Geschütz wurde ursprünglich 1949 als 152-mm-Flugabwehrkanone KS-52 entwickelt. Es hatte eine Mündungsgeschwindigkeit von 1030 m/s und feuerte ein 49 kg schweres Geschoss mit 10 Schuss pro Minute ab. Das Gewicht betrug 46 t. Nach einer Inspektion durch das sowjetische Artilleriekomitee (Artkom) und das Rüstungsministerium wurden die Arbeiten an der KS-52 1949 eingestellt.

### Reaktivierung des Projekts 1951
Mit der Resolution Nr. 2966-1727 vom 26. November 1951 genehmigte der Ministerrat die Entwicklung einer 152-mm-Luftabwehrkanone auf Basis der 130-mm-Flugabwehrkanone KS-30, die dem OKB-8 und dem Konstruktionsbüro des Werks Nr. 172 anvertraut wurde. Chefkonstrukteur war Tsyrulnikov. Die neue Waffe mit der Bezeichnung KM-52 wurde erst 1954 vollständig entwickelt. Der Technische Rat des Ministeriums für Verteidigungsindustrie inspizierte die Waffe am 28. und 29. Januar 1955.

### Produktion
Die Produktion der KM-52 und ihrer Granaten wurde auf verschiedene Fabriken verteilt; die Herstellung der Waffe selbst wurde hauptsächlich dem Werk Nr. 172 (jetzt Motowilicha-Werke) übertragen, das verschiedene Waffenteile von anderen Werken erhielt, darunter Läufe von Werk Nr. 232 (jetzt Obuchow-Werk), die wiederum nach technischen Zeichnungen von Werk Nr. 8 hergestellt wurden, GSP-152-Wegemechanismen von TsNII-173 (geleitet von Monastyrsky). Werk Nr. 710 (jetzt das nicht mehr bestehende Podolsker Elektromechanische Werk). Die Granaten wurden in NII-24 entwickelt und von Werk Nr. 73 mit von NII-147 entwickelten Hülsen gebaut. Die Zündmechanismen wurden aus denen der SM-27-Kanone entwickelt.
Auch Werk Nr. 221 (jetzt Titan-Barrikady) fertigte zwei Läufe an und schickte sie 1955 an Werk Nr. 172. Die KM-52 wurde im Dezember 1955 Werkstests unterzogen und am 28. Dezember ausgeliefert. Die Lafette der KM-52 unterschied sich nicht wesentlich von der der KS-30. 

### Erprobung
Sie erreichte eine Feuerrate von 16–17 Schuss pro Minute und 1957 wurden 16 Stück zur Erprobung in Dienst gestellt.
Kontrollierte Experimente mit der Waffe im Jahr 1957 führten zu einigen Ergebnissen, doch eine im Juni 1958 vom Ministerrat verabschiedete Resolution stoppte neben sämtlichen Arbeiten an der Waffe auch die Entwicklung von raketenunterstützten Projektilen für die KM-52.